# Leslie Waller
Leslie Waller (1 de abril de 1923 – 29 de março de 2007) foi um escritor americano de romances e histórias em quadrinhos. Coescreveu It Rhymes with Lust, obra considerada percursora das graphic novels.
Ele se casou com Louise Hetzel e mudou-se para Nova York, onde seu segundo romance, Phoenix Island, foi publicado em 1953. O casal teve duas filhas.